# 34012 Prashaant
34012 Prashaant è un asteroide della fascia principale. Scoperto nel 2000, presenta un'orbita caratterizzata da un semiasse maggiore pari a 2,3544728 au e da un'eccentricità di 0,1240285, inclinata di 3,45070° rispetto all'eclittica.